# Montord
Montord est une commune française, située dans le département de l'Allier en région Auvergne-Rhône-Alpes.

## Géographie

### Localisation
Le village de Montord est situé au centre du département de l'Allier, à 4,8 km à l'ouest-sud-ouest de Saint-Pourçain-sur-Sioule, et à 31,6 km du sud du chef-lieu du département Moulins, toutefois plus éloigné que Vichy (23,4 km). Toutes ces distances s'entendent à vol d'oiseau.
Quatre communes jouxtent Montord :
|        | Louchy-Montfand |                           |
| Cesset | Montord         | Saint-Pourçain-sur-Sioule |
|        | Chareil-Cintrat |                           |

### Voies de communication et transports
Le territoire communal est traversé par les routes départementales 115, 141 et 987.

### Climat
Pour des articles plus généraux, voir Climat d'Auvergne-Rhône-Alpes et Climat de l'Allier.
En 2010, le climat de la commune est de type climat océanique dégradé des plaines du Centre et du Nord, selon une étude du CNRS s'appuyant sur une série de données couvrant la période 1971-2000. En 2020, Météo-France publie une typologie des climats de la France métropolitaine dans laquelle la commune est dans une zone de transition entre le climat océanique altéré et le climat de montagne ou de marges de montagne et est dans la région climatique Centre et contreforts nord du Massif Central, caractérisée par un air sec en été et un bon ensoleillement.
Pour la période 1971-2000, la température annuelle moyenne est de 11,2 °C, avec une amplitude thermique annuelle de 16,1 °C. Le cumul annuel moyen de précipitations est de 772 mm, avec 10,2 jours de précipitations en janvier et 7,2 jours en juillet. Pour la période 1991-2020, la température moyenne annuelle observée sur la station météorologique de Météo-France la plus proche, sur la commune de Louchy-Montfand à 2 km à vol d'oiseau, est de 11,9 °C et le cumul annuel moyen de précipitations est de 740,6 mm,. Pour l'avenir, les paramètres climatiques de la commune estimés pour 2050 selon différents scénarios d'émission de gaz à effet de serre sont consultables sur un site dédié publié par Météo-France en novembre 2022.

## Urbanisme

### Typologie
Au 1er janvier 2024, Montord est catégorisée commune rurale à habitat dispersé, selon la nouvelle grille communale de densité à 7 niveaux définie par l'Insee en 2022.
Elle est située hors unité urbaine. Par ailleurs la commune fait partie de l'aire d'attraction de Saint-Pourçain-sur-Sioule, dont elle est une commune de la couronne,. Cette aire, qui regroupe 14 communes, est catégorisée dans les aires de moins de 50 000 habitants,.

### Occupation des sols

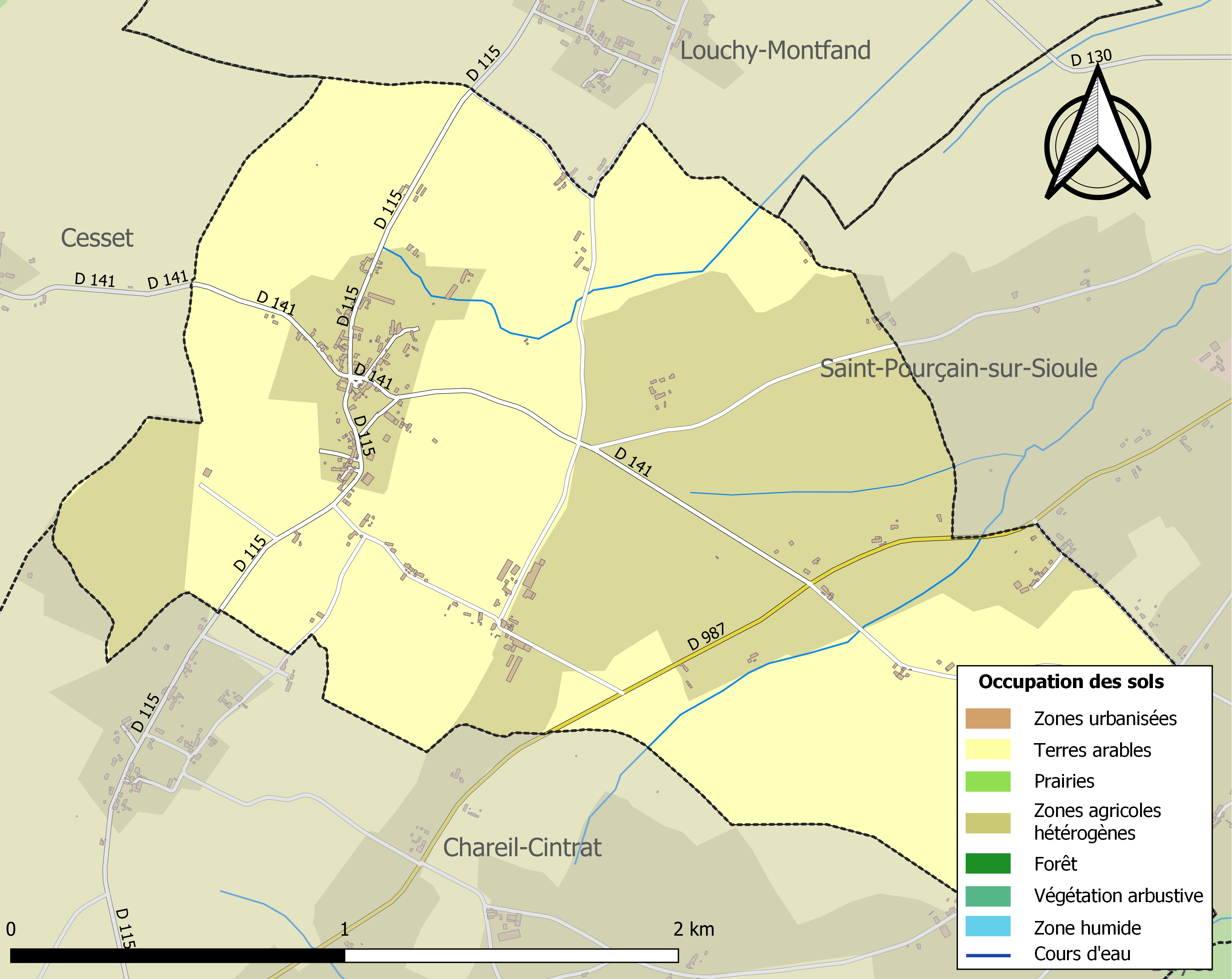
Carte des infrastructures et de l'occupation des sols de la commune en 2018 (CLC).

L'occupation des sols de la commune, telle qu'elle ressort de la base de données européenne d’occupation biophysique des sols Corine Land Cover (CLC), est marquée par l'importance des territoires agricoles (100 % en 2018), une proportion identique à celle de 1990 (100 %). La répartition détaillée en 2018 est la suivante : 
terres arables (60 %), zones agricoles hétérogènes (40 %).
L'IGN met par ailleurs à disposition un outil en ligne permettant de comparer l’évolution dans le temps de l’occupation des sols de la commune (ou de territoires à des échelles différentes). Plusieurs époques sont accessibles sous forme de cartes ou photos aériennes : la carte de Cassini (XVIIIe siècle), la carte d'état-major (1820-1866) et la période actuelle (1950 à aujourd'hui).

## Toponymie
Attesté sous la forme Monte aureo en 1132[réf. nécessaire]

## Histoire
Avant 1789, la commune faisait partie de l'ancienne province du Bourbonnais issu de la seigneurie de Bourbon médiévale.

## Politique et administration

### Découpage territorial
Par arrêté préfectoral du 2 janvier 2024, la commune est retirée le 1er janvier 2024 de l'arrondissement de Moulins et rattachée à l'arrondissement de Vichy.

### Liste des maires
| Période                                  | Période                      | Identité        | Étiquette | Qualité                                            |
| ---------------------------------------- | ---------------------------- | --------------- | --------- | -------------------------------------------------- |
| Les données manquantes sont à compléter. |                              |                 |           |                                                    |
| mars 2001                                | mars 2008                    | Vincent Peltier |           |                                                    |
| mars 2008                                | En cours (au 8 juillet 2020) | Jacques Amy     | DVD       | Agriculteur retraité réélu en mars 2014 et en 2020 |

## Population et société

### Démographie
L'évolution du nombre d'habitants est connue à travers les recensements de la population effectués dans la commune depuis 1793. Pour les communes de moins de 10 000 habitants, une enquête de recensement portant sur toute la population est réalisée tous les cinq ans, les populations de référence des années intermédiaires étant quant à elles estimées par interpolation ou extrapolation. Pour la commune, le premier recensement exhaustif entrant dans le cadre du nouveau dispositif a été réalisé en 2006.

En 2022, la commune comptait 209 habitants, en évolution de −0,95 % par rapport à 2016 (Allier : −1,38 %, France hors Mayotte : +2,11 %).
| 1793 | 1800 | 1806 | 1821 | 1831 | 1836 | 1841 | 1846 | 1851 |
| ---- | ---- | ---- | ---- | ---- | ---- | ---- | ---- | ---- |
| 388  | 397  | 350  | 354  | 380  | 363  | 342  | 356  | 350  |

| 1856 | 1861 | 1866 | 1872 | 1876 | 1881 | 1886 | 1891 | 1896 |
| ---- | ---- | ---- | ---- | ---- | ---- | ---- | ---- | ---- |
| 329  | 322  | 323  | 323  | 311  | 321  | 325  | 316  | 330  |

| 1901 | 1906 | 1911 | 1921 | 1926 | 1931 | 1936 | 1946 | 1954 |
| ---- | ---- | ---- | ---- | ---- | ---- | ---- | ---- | ---- |
| 332  | 323  | 306  | 258  | 242  | 255  | 252  | 239  | 251  |

| 1962 | 1968 | 1975 | 1982 | 1990 | 1999 | 2006 | 2011 | 2016 |
| ---- | ---- | ---- | ---- | ---- | ---- | ---- | ---- | ---- |
| 259  | 229  | 286  | 194  | 208  | 236  | 250  | 224  | 211  |

| 2021 | 2022 | - | - | - | - | - | - | - |
| ---- | ---- | - | - | - | - | - | - | - |
| 212  | 209  | - | - | - | - | - | - | - |

### Enseignement
Montord dépend de l'académie de Clermont-Ferrand. Il n'existe aucune école.
Les collégiens se rendent à Saint-Pourçain-sur-Sioule, tout comme les lycéens.

### Manifestations culturelles et festivités
Tous les ans, lors de la fête des vins de Saint-Pourçain-sur-Sioule, une association les Lutins Laurentois, défile tout au long de la matinée dans toutes les rues de ce village. Le but de cette manifestation est tout simplement de montrer à tous les habitants le char qui défilera l'après-midi dans les rues de Saint-Pourçain. C'est une tradition qui existe depuis la création de cette association, c'est-à-dire depuis 1992.

### Médias
Le 1er juin 2006 a eu lieu le départ de La Carte aux trésors, émission présentée sur France 3 par Marc Bessou. L'émission a été diffusée le 1er août 2006.[réf. nécessaire]

## Économie
L'une des activités de la commune est la viticulture : la commune fait partie du terroir de l'AOC saint-pourçain.

## Culture et patrimoine

### Lieux et monuments
- Le « Grand Treu », ou grand trou en patois bourbonnais, est une vieille bâtisse située en haut de la colline, cette dernière, séparant les villes de Montord et celle de Cesset. Cette maison a une grande particularité. En effet, sa cave est suffisamment grande pour faire faire demi-tour à un char complet. De plus, cette cave était, selon les rumeurs, l'entrée du souterrain conduisant à Saint-Pourçain (c'est-à-dire à 6 km) et pouvait y conduire un char.[réf. nécessaire]
- Église Saint-Martin de Montord.